# Dena Kaplan
Pour les articles homonymes, voir Kaplan.
Dena Kaplan (née le 20 janvier 1989 à Johannesbourg, en Afrique du Sud) est une actrice, danseuse et chanteuse australienne. Elle a joué le rôle d'Abigail Armstrong dans la série Dance Academy.

## Biographie
Elle est la sœur aînée d'Ariel Kaplan et la petite sœur de Gemma-Ashley Kaplan. 
Elle a déménagé en Australie, en 1996 à l'âge de sept ans.
Elle est aussi connue sous son nom de chanteuse Dena Amy.

## Filmographie

### Cinéma et séries télévisées
- 2005 : Scooter : Secret Agent (1 épisode)
- 2007 : City Homicide : Deborah Statesman (1 épisode)
- 2009 : In Her Skin : Fille enceinte
- 2010-2013 : Dance Academy : Danse tes rêves : Abigail Armstrong (65 épisodes)
- 2012 : Tricky Business : Minnesota Smith  (rôle récurrent)
- 2013 : Camp : Sarah Brennen (rôle principal)
- 2016 : Honey 3 : Nadine
- 2017 : Dance Academy : The movie : Abigail Armstrong
- 2021 : Avance (trop) rapide : Becka